# Linia kolejowa nr 546
Linia kolejowa nr 546  – pierwszorzędna, zelektryfikowana, jednotorowa linia kolejowa znaczenia państwowego łącząca stację Warszawa Wschodnia Towarowa ze stacją Warszawa Rembertów.